# Kivikkosaari (ö i Södra Savolax)
Kivikkosaari är en ö i Finland. Den ligger i sjön Heräjärvi och i kommunen Pieksämäki i den ekonomiska regionen  Pieksämäki ekonomiska region  och landskapet Södra Savolax, i den södra delen av landet, 250 km nordost om huvudstaden Helsingfors. Öns area är 1,3 hektar och dess största längd är 170 meter i sydväst-nordöstlig riktning.